# It Won't Always Be Like This
It Won't Always Be Like This är debutalbumet av det irländska rockbandet Inhaler. Albumet släpptes den 9 juli 2021 och föregicks av fem singlar; When It Breaks, Cheer Up Baby, Who's Your Money On? (Plastic House), It Won't Always Be Like This och Totally. Utöver dessa marknadsfördes även My Honest Face som singel efter albumets släpp.
Albumet fick generellt sett positiv kritik av musikkritiker.

## Bakgrund
Bandet hade till en början planerat att börja spela in sitt debutalbum under våren 2020, men efter att Covid-19-pandemin slog till använde bandet sin lediga tid för att tänka ut vad de verkligen ville med sitt debutalbum och hur de ville att det skulle bli. Albumets titel och släppdatum utannonserades i mars 2021.
Albumet har en Deluxe-utgåva på streamingtjänster innehållandes liveframträdanden av albumets låtar. Dessa versioner kallas Live From Somewhere och finns på bandets YouTube-kanal, men är inte tillgängliga på Spotify i Sverige.

## Låtlista
| 1.           | It Won't Always Be Like This         | 4:04  |
| 2.           | My Honest Face                       | 4:32  |
| 3.           | Slide Out the Window                 | 4:35  |
| 4.           | Cheer Up Baby                        | 3:53  |
| 5.           | A Night on The Floor                 | 4:02  |
| 6.           | My King Will Be Kind                 | 4:52  |
| 7.           | When It Breaks                       | 3:42  |
| 8.           | Who's Your Money On? (Plastic House) | 6:22  |
| 9.           | Totally                              | 3:56  |
| 10.          | Strange Time to Be Alive             | 1:04  |
| 11.          | In My Sleep                          | 4:11  |
| Total längd: | Total längd:                         | 45:20 |

| 12. | When I'm With You | 4:03 |

| 12. | It Won't Always Be Like This - Live From Somewhere         | 4:14 |
| 13. | My Honest Face - Live From Somewhere                       | 4:38 |
| 14. | Slide Out The Window - Live From Somewhere                 | 4:44 |
| 15. | Cheer Up Baby - Live From Somewhere                        | 4:03 |
| 16. | A Night On The Floor - Live From Somewhere                 | 4:19 |
| 17. | My King Will Be Kind - Live From Somewhere                 | 4:57 |
| 18. | When It Breaks - Live From Somewhere                       | 3:46 |
| 19. | Who's Your Money On? (Plastic House) - Live From Somewhere | 7:15 |
| 20. | Totally - Live From Somewhere                              | 4:10 |
| 21. | Strange Time To Be Alive - Live From Somewhere             | 2:04 |
| 22. | In My Sleep - Live From Somewhere                          | 4:14 |